# Montagne-Fayel
Montagne-Fayel település Franciaországban, Somme megyében. Lakosainak száma 145 fő (2022. január 1.). Montagne-Fayel Camps-en-Amiénois, Molliens-Dreuil, Quesnoy-sur-Airaines, Riencourt és Warlus községekkel határos.

## Népesség
A település népességének változása:
| Lakosok száma | 166  | 159  | 156  | 145  | 143  | 143  | 142  | 143  | 145  |
|               | 2013 | 2015 | 2016 | 2017 | 2018 | 2019 | 2020 | 2021 | 2022 |